# جامعة دارمشتاد للعلوم التطبيقية
جامعة دارمشتاد للعلوم التطبيقية (بالإنجليزية: Darmstadt University of Applied Sciences)‏ هي كلية جامعية، وجامعة علوم تطبيقية، وجامعة عامة، تأسست في 1970، في ألمانيا، وهي عضوة في Deutsches Forschungsnetz ‏.